# Daria Turulo
Daria Turulo (en ruso: Дарья Туруло; 31 de agosto de 2003) es una deportista rusa que compite en tiro, en la modalidad de tiro al plato. Ganó una medalla de bronce en el Campeonato Europeo de Tiro al Plato de 2024, en la prueba de skeet.

## Palmarés internacional
| Campeonato Europeo | Campeonato Europeo | Campeonato Europeo | Campeonato Europeo |
| Año                | Lugar              | Medalla            | Prueba             |
| ------------------ | ------------------ | ------------------ | ------------------ |
| 2024               | Lonato (Italia)    | Medalla de bronce  | Skeet              |